# Lola LC88
O LC88/LC88B é o modelo da Lola da temporada de 1988 e da primeira prova de 1989 de Fórmula 1.
Condutores do LC88: Yannick Dalmas, Philippe Alliot, Aguri Suzuki e Pierre-Henri Raphanel
Condutores do LC88B: Yannick Dalmas e Philippe Alliot.

## Resultados[1][2]
(legenda) 
| Ano  | Chassi | Motor                | Pneus | N° | Pilotos               | 1   | 2   | 3   | 4   | 5   | 6   | 7   | 8   | 9   | 10  | 11  | 12  | 13  | 14  | 15  | 16  | Pontos | Posição  |  |
| ---- | ------ | -------------------- | ----- | -- | --------------------- | --- | --- | --- | --- | --- | --- | --- | --- | --- | --- | --- | --- | --- | --- | --- | --- | ------ | -------- |  |
|      |        |                      |       |    |                       |     |     |     |     |     |     |     |     |     |     |     |     |     |     |     |     |        |          |  |
|      |        |                      |       |    |                       | BRA | SMR | MON | MEX | CAN | USE | FRA | GBR | GER | HUN | BEL | ITA | POR | ESP | JAP | AUS |        |          |  |
| 1988 | LC88   | Ford Cosworth DFZ V8 | G     | 29 | Yannick Dalmas        | Ret | 12  | 7   | 9   | NQ  | 7   | 13  | 13  | 19† | 9   | Ret | Ret | Ret | 11  |     |     | 0      | NC (11º) |  |
| 1988 | LC88   | Ford Cosworth DFZ V8 | G     | 29 | Aguri Suzuki          |     |     |     |     |     |     |     |     |     |     |     |     |     |     | 16  |     | 0      | NC (11º) |  |
| 1988 | LC88   | Ford Cosworth DFZ V8 | G     | 29 | Pierre-Henri Raphanel |     |     |     |     |     |     |     |     |     |     |     |     |     |     |     | NQ  | 0      | NC (11º) |  |
| 1988 | LC88   | Ford Cosworth DFZ V8 | G     | 30 | Philippe Alliot       | Ret | 17  | Ret | Ret | 10† | Ret | Ret | 14  | Ret | 12  | 9   | Ret | Ret | 14  | 9   | 10† | 0      | NC (11º) |  |
|      |        |                      |       |    |                       |     |     |     |     |     |     |     |     |     |     |     |     |     |     |     |     |        |          |  |
|      |        |                      |       |    |                       | BRA | SMR | MON | MEX | USA | CAN | FRA | GBR | GER | HUN | BEL | ITA | POR | ESP | JAP | AUS |        |          |  |
| 1989 | LC88B  | Ford Cosworth DFZ V8 | G     | 29 | Yannick Dalmas        | NQ  |     |     |     |     |     |     |     |     |     |     |     |     |     |     |     | 01 (1) | 16º      |  |
| 1989 | LC88B  | Ford Cosworth DFZ V8 | G     | 30 | Philippe Alliot       | 12  |     |     |     |     |     |     |     |     |     |     |     |     |     |     |     | 01 (1) | 16º      |  |

† Completou mais de 90% da distância da corrida.
↑1  Utilizou o LC89 no GP de San Marino até a última prova totalizando 1 ponto.